# Lalitpur
Pour les articles homonymes, voir Patan et Lalitpur (homonymie).
Lalitpur (anciennement Patan, également désignée Yala et Manigal) est une ville du Népal située dans le district de Lalitpur. Ancienne ville royale, autrefois capitale et ville d'art, Lalitpur (la Cité de la Beauté) est située à 6 kilomètres au sud du centre de Katmandou, mais avec l'extension des deux villes la seule démarcation visible est la rivière Bagmati. Au recensement de 2011, la ville comptait 220 802 habitants.

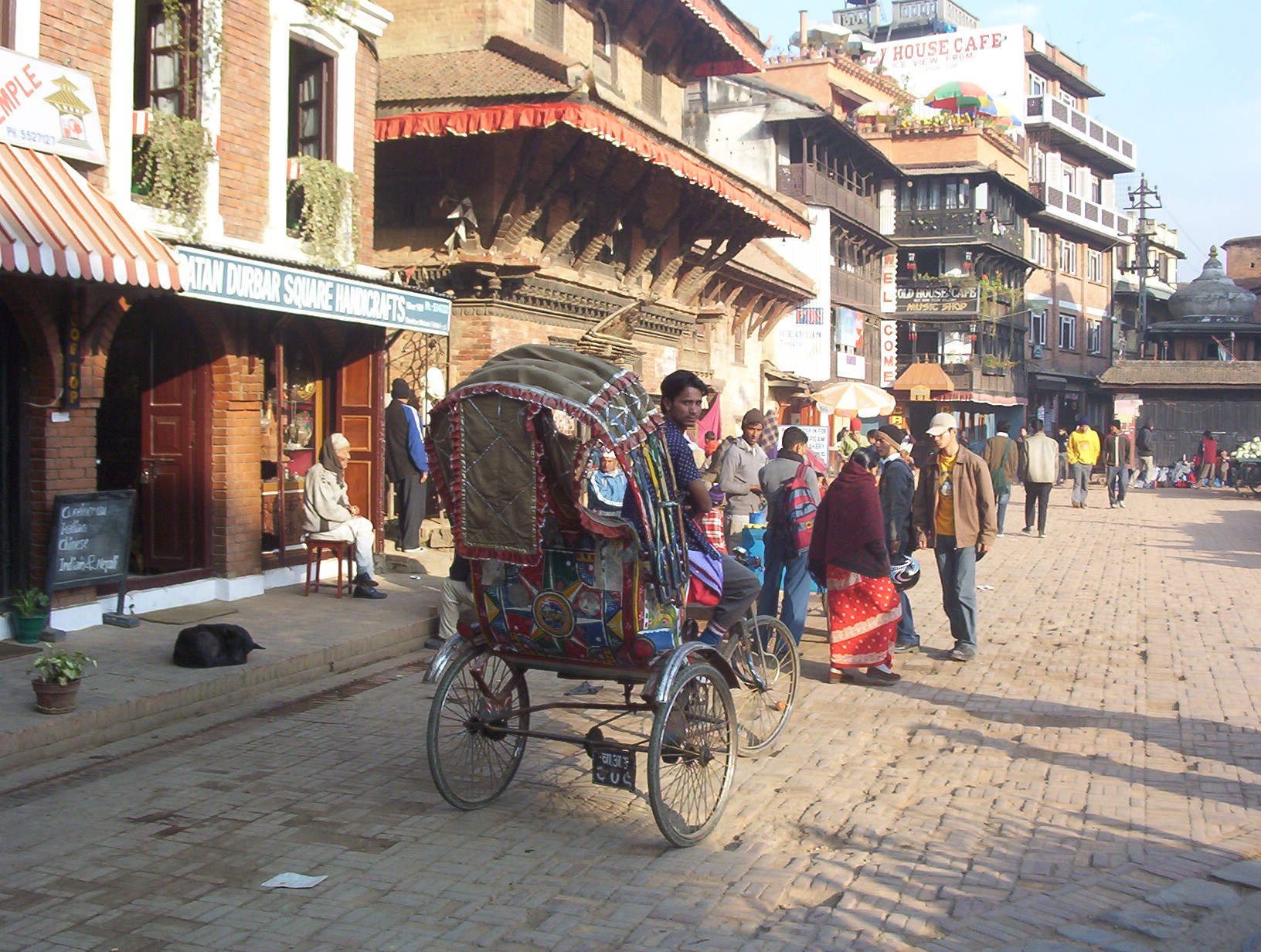
Un Newar attend le touriste à Durbar Square, Patan.

Patan était auparavant un grand centre d'enseignement bouddhique, comme en témoignent les nombreux monastères éparpillés dans la ville. Lalitpur fut choisie par l'empereur Ashoka, qui serait d'après certaines traditions le fondateur de la cité, pour y élever l'un des quatre grands stūpas qui la ceinturent, situés aux points cardinaux, et serait de ce fait la ville bouddhique la plus ancienne d'Asie. Le centre-ville, constitué par la place du Darbâr, Durbar Square, est enchanteur, on dit qu'il a la forme d'une conque, symbole de Vishnou. Là s'élève la statue du râja Yoga Narendra Malla. Le palais, comportant plusieurs cours intérieures, serait dû au râja Siddhi Narasimha qui régna de 1620 à 1661. Un bassin, très ornementé, y fut creusé en 1681.

## Patrimoine
Hormis le palais et la place du Darbâr, la cité comporte nombre de bâtiments intéressants :
- le Krishna Mandir datant de 1630
- le Hiranyavarma Vihâra, ancien monastère bouddhiste dédié à Avalokiteshvara (XIIe siècle)
- le Machchendranâth de 1408, dédié à Indra
- le Minnath temple bouddhiste dédié à Avalokiteshvara
- le temple de Kumbeshvar (1392) dédié à Shiva
- le temple de Guhyeshwari (en) (yogini Nairatma, tantrique), interdit aux étrangers non hindouistes

C'est un centre d'artisanat important, et aussi une des grandes villes néwari avec Katmandou et Bhaktapur. La cité accueille un village tibétain.

## Galerie

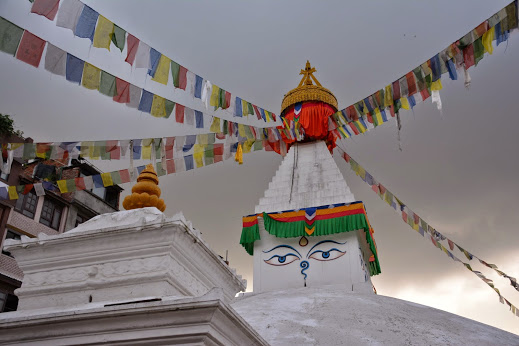
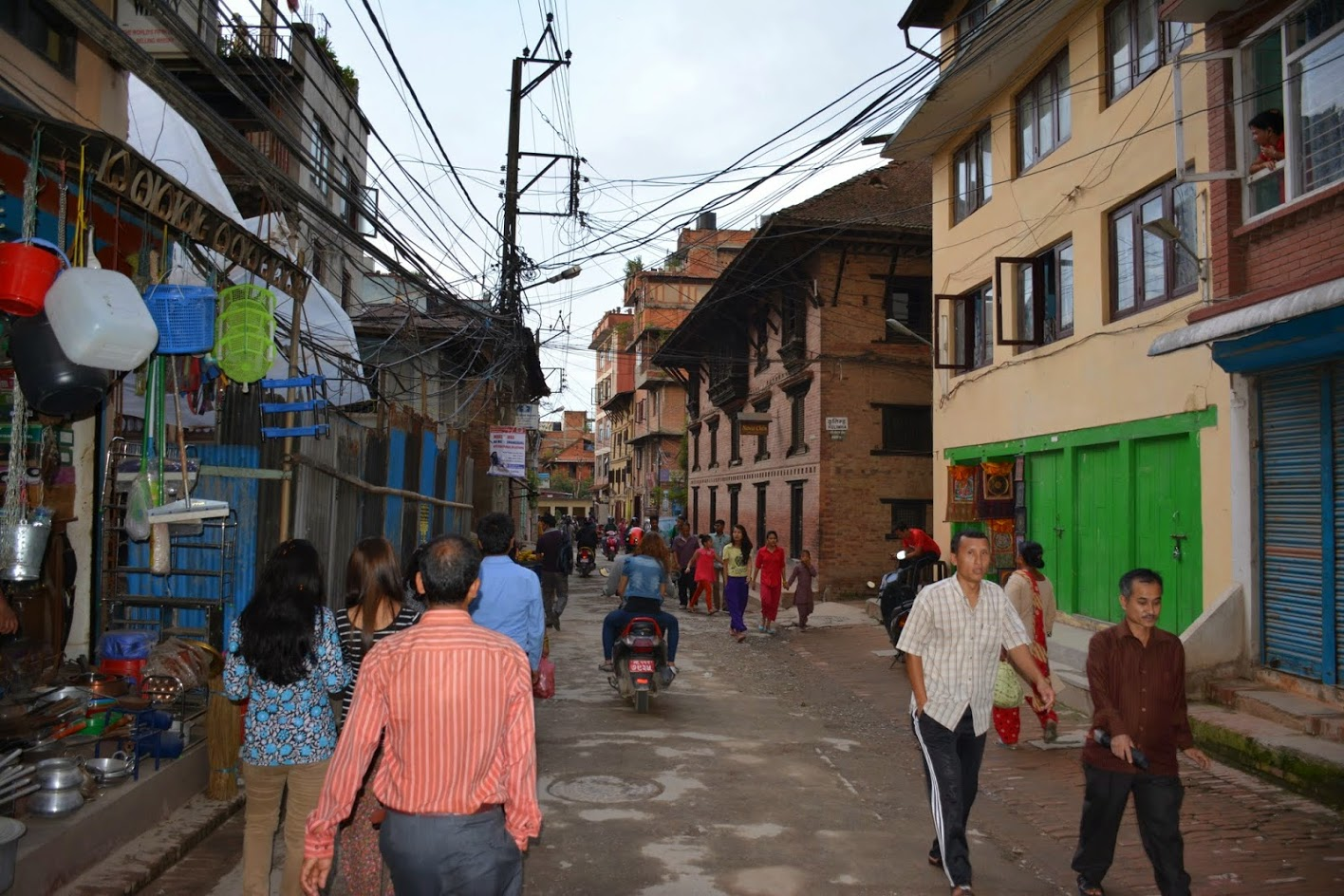
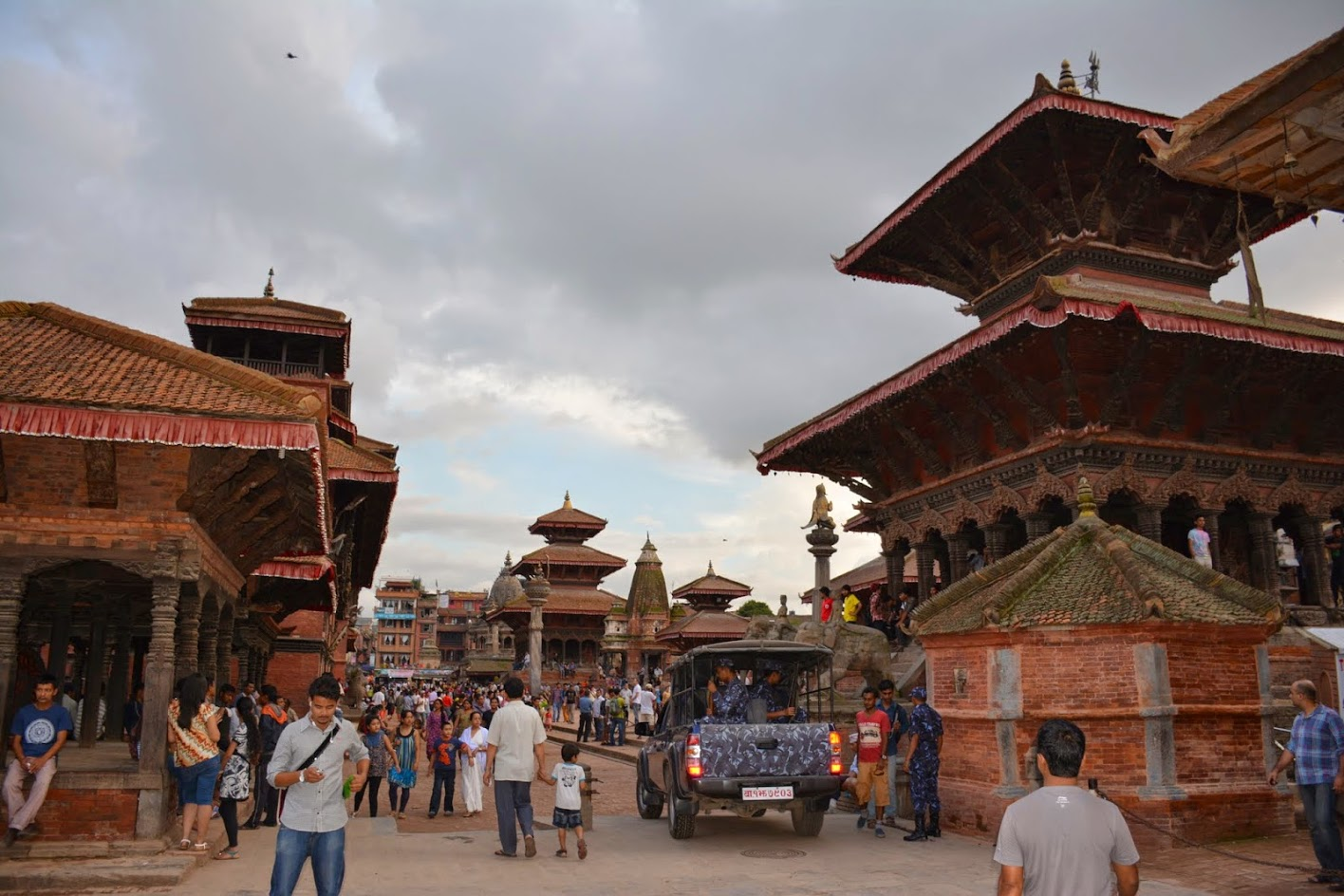
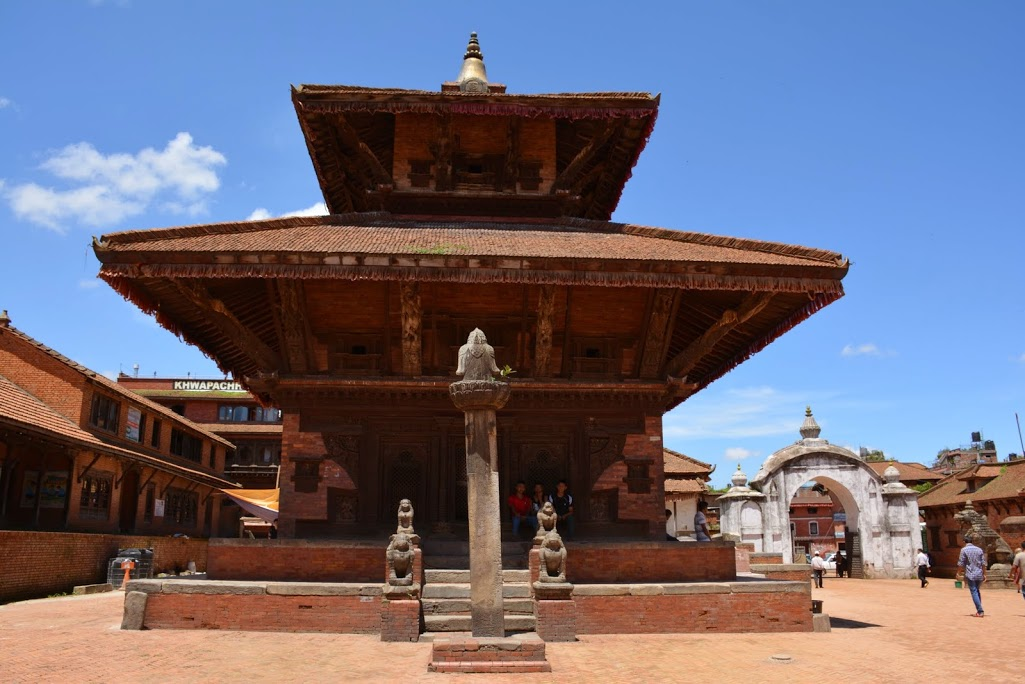
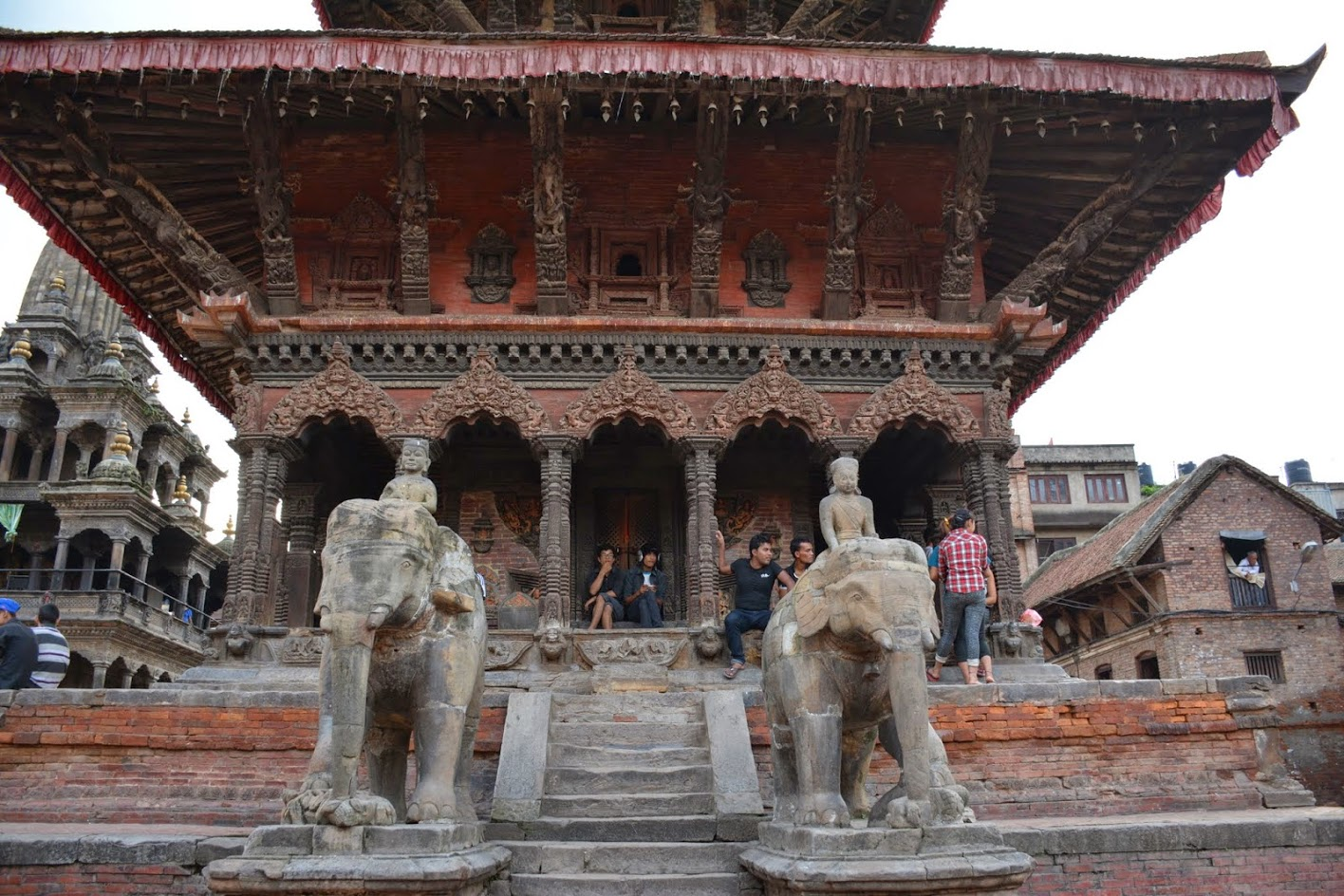
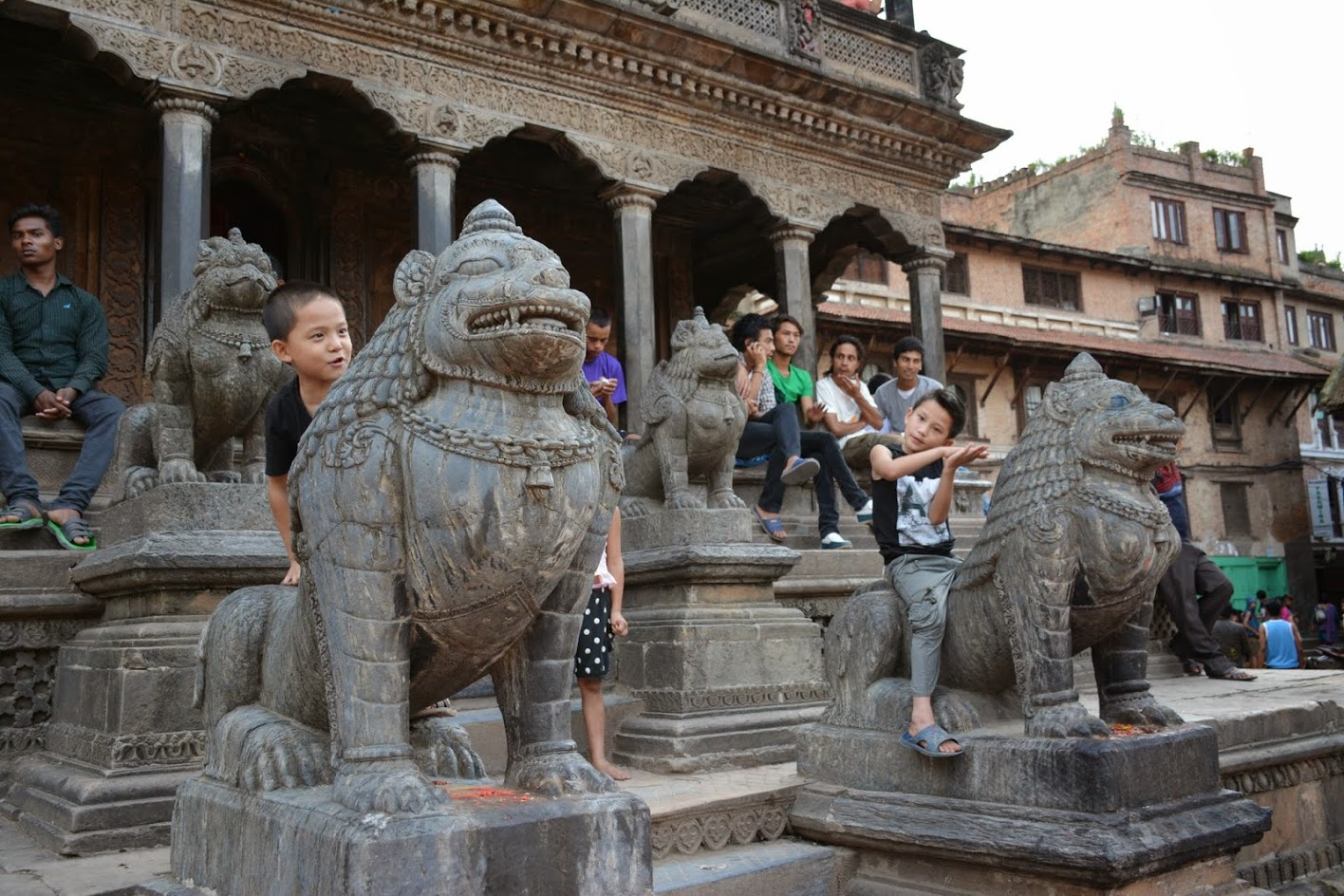
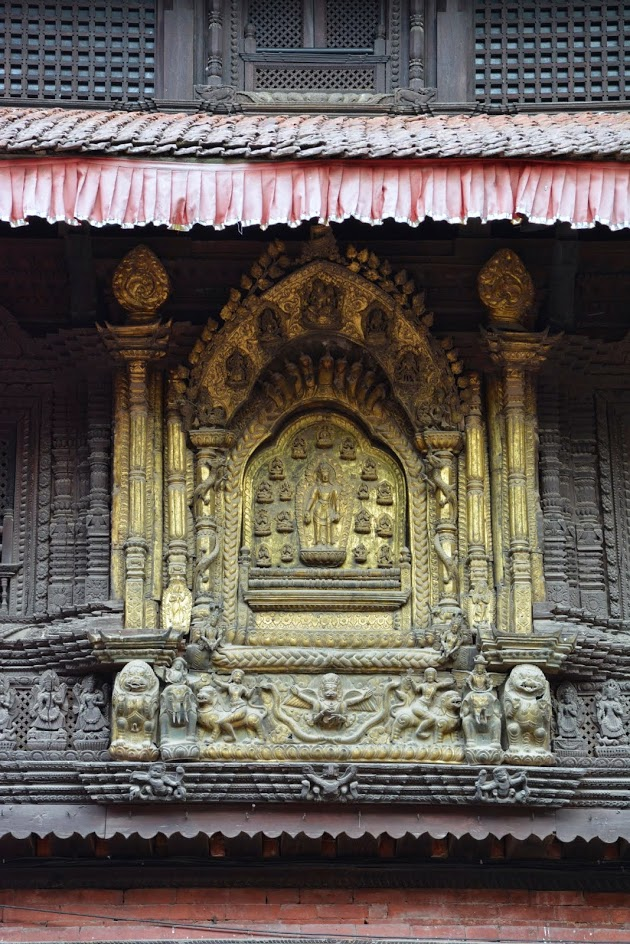
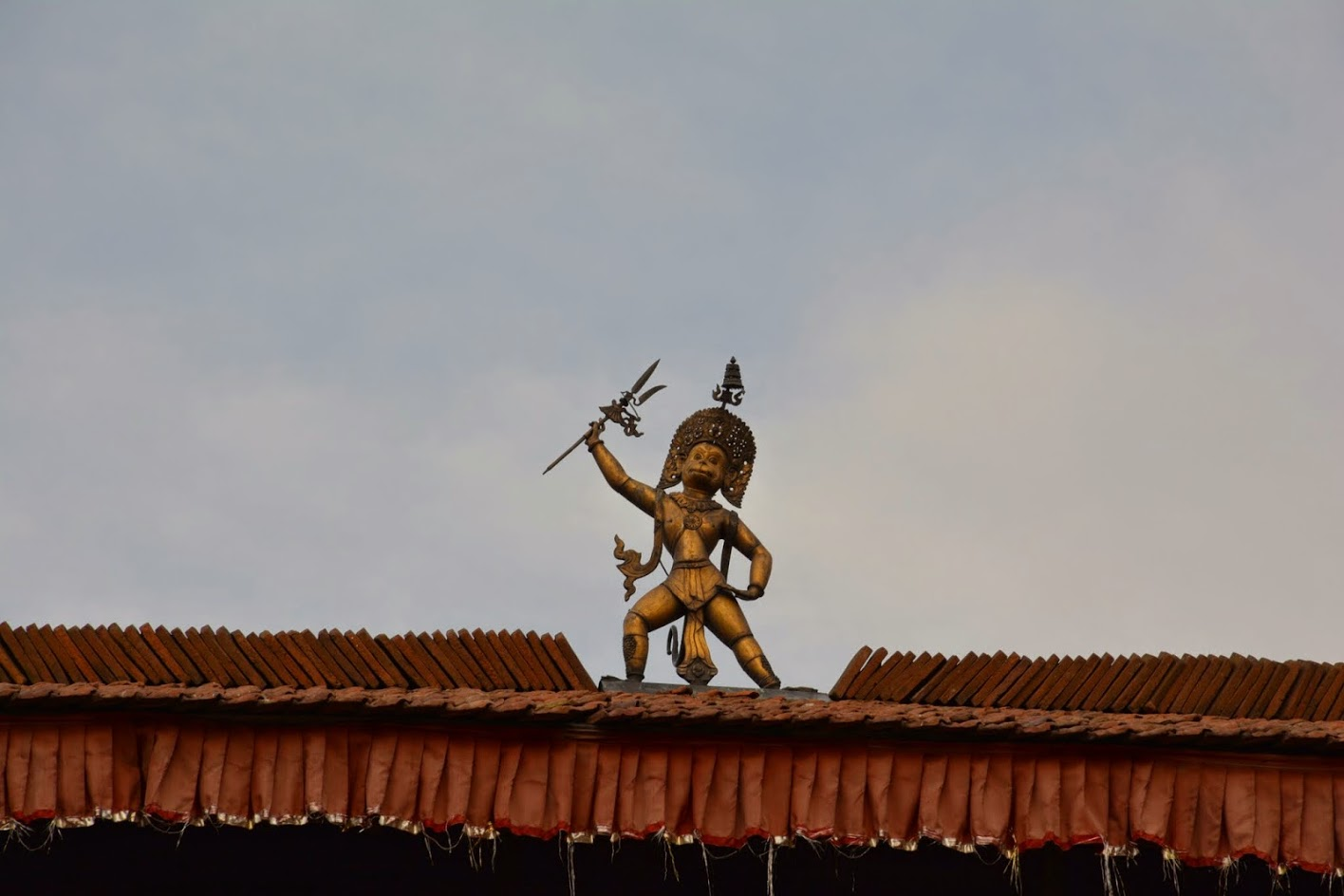
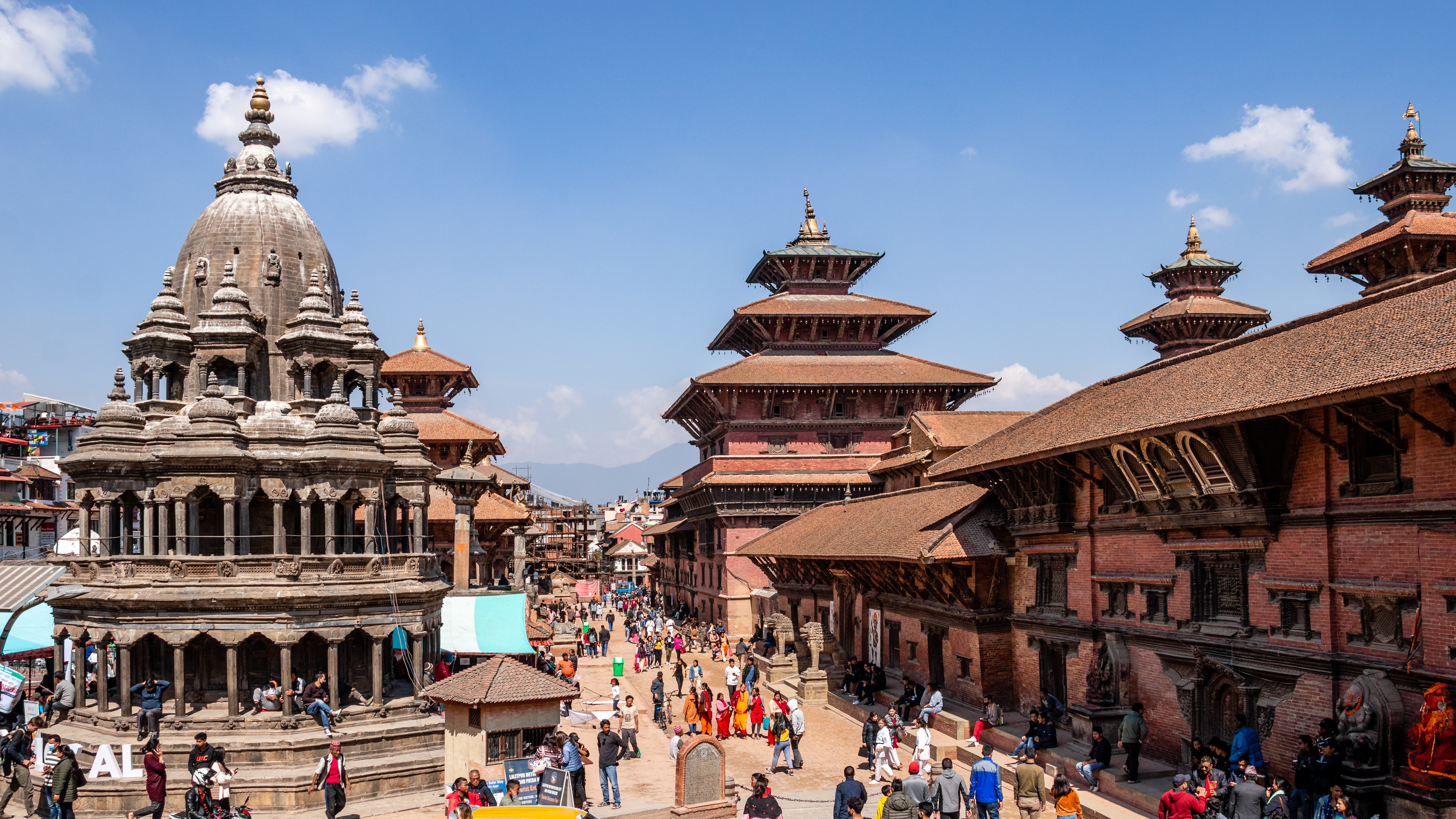